# Stella Rimington
 Stella Rimington DCB (ur. 13 maja 1935 w South Norwood, zm. 3 sierpnia 2025) – brytyjska funkcjonariuszka służb specjalnych. Dyrektor Generalny Security Service (MI5) w latach 1992–1996. Pierwsza kobieta stojąca na czele służb specjalnych w Wielkiej Brytanii.

## Życiorys
Córka inżyniera, uczennica szkoły klasztornej w Kumbrii, w północno-zachodniej Anglii, szkołę średnią ukończyła w Nottinghamshire. Studiowała anglistykę na uniwersytecie w Edynburgu i archiwistykę w Liverpoolu. Po wyjściu za mąż w 1963 roku wyjechała wraz z mężem do Indii, tam została zwerbowana do MI5. W latach siedemdziesiątych pracowała w centrali MI5 w Londynie i Irlandii Północnej, gdzie rozpracowywała Irlandzką Armię Republikańską (IRA). W 1991 roku została mianowana dyrektorem Generalnym MI5, czyli brytyjskiej służby bezpieczeństwa. W odróżnieniu od swych poprzedników, którzy sprawowali tę funkcję, była już osobą powszechnie znaną. Czasopisma brytyjskie rywalizowały ze sobą o jak najefektowniejsze jej zdjęcia z kieliszkiem szampana podczas wystawnych przyjęć, na lunchu u królowej Elżbiety II czy w towarzystwie członków Parlamentu i dziennikarzy. Jej nominacja w grudniu 1991 roku na stanowisko szefa MI5 zbiegła się z pilną potrzebą określenia nowej roli tej instytucji w warunkach pozimnowojennej rzeczywistości. Stella Rimington skoncentrowała się na walce z terroryzmem, handlem narkotykami i zorganizowaną przestępczością międzynarodową, co wywołało protesty polityków brytyjskich, kwestionujących kompetencje służby w kwestiach niezwiązanych z wywiadem.
W 1996 roku zastąpił ją Stephen Lander.

## Publikacje
- Ryzyko zawodowe (At risk) przeł. Kurmanow [2007]
- As w rękawie [2008].